# Endodonta apiculata
Endodonta apiculata là một loài small air-breathing land snail, a terrestrial pulmonate gastropoda Mollusca trong họ Endodontidae, an đặc hữu of land snails from the Hawaiian islands.

## Conservation status
This species is critically endangered and may perhaps already be extinct, mainly because of habitat loss due to human development.

## Phân bố
It is (or was) found only in Kauai, Hawaii, USA.